# Бёрдмэн

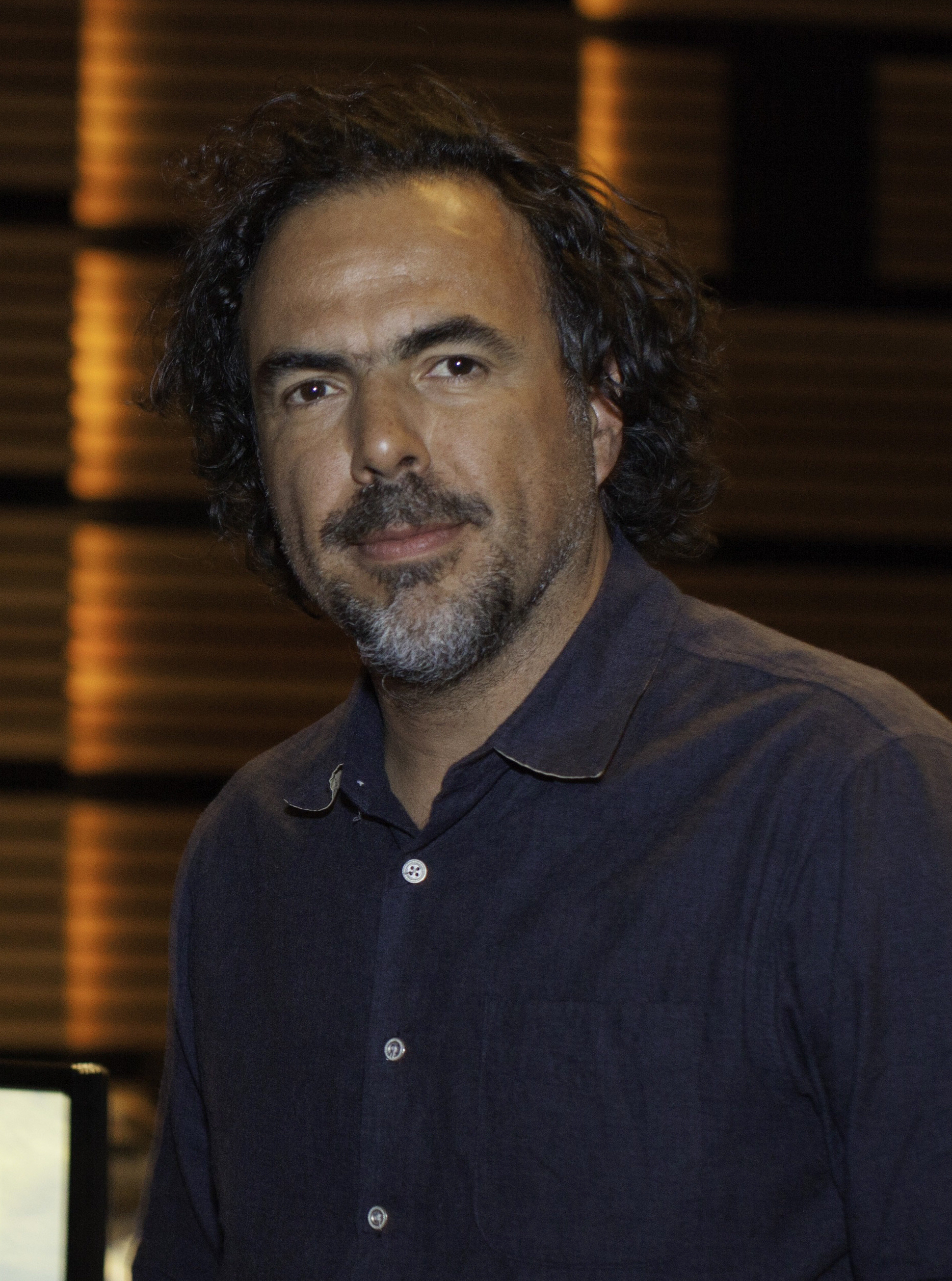
Алехандро Г. Инья́рриту — режиссёр картины.

«Бёрдмэн» (англ. Birdman; полное название — Birdman or (The Unexpected Virtue of Ignorance), русск. «Бёрдмэн, или Неожиданное достоинство невежества») — американская чёрная комедия 2014 года, режиссёра Алехандро Г. Инья́рриту с Майклом Китоном в главной роли.
27 августа 2014 года была представлена в основной конкурсной программе 71-го Венецианского кинофестиваля. Выход в прокат США состоялся 17 октября 2014 года, в России — 22 января 2015 года.
Подавляющим большинством представителей кинопрессы признана одной из 10 лучших картин 2014 года, удостоена множества наград, включая «Оскар» за лучший фильм.

## Сюжет
Ригган Томсон — забытый американский актёр, который известен ролью супергероя Бёрдмана в кинотрилогии 1990-х годов. Его мучает издевательский и критичный внутренний голос Бёрдмана, и он часто визуализирует себя, занимающимся левитацией и телекинезом. Ригган пытается добиться признания в качестве серьёзного актёра, для этого он написал, срежиссировал и играет главную роль в бродвейской адаптации рассказа Раймонда Карвера «О чём мы говорим, когда говорим о любви».
Джейк, лучший друг и адвокат Риггана, продюсирует пьесу, в которой играет подруга Риггана Лора и дебютантка Бродвея Лесли. Дочь Риггана Сэм, прошедшая курс реабилитации от наркомании, с которой он пытается воссоединиться, работает его помощником. За день до первого предварительного просмотра осветительный прибор[уточнить] падает на несчастного коллегу Риггана Ральфа. По предложению Лесли Ригган заменяет Ральфа её бойфрендом, блестящим, но непостоянным актёром по системе Станиславского Майком Шайнером. Первые просмотры — провальные: Майк не может играть, так как джин заменили водой, во время сексуальной сцены пытается изнасиловать Лесли и утверждает, что пистолет выглядит как игрушечный, что мешает его выступлению. Ригган постоянно конфликтует с Майком, позже это выливается в драку после того, как Ригган читает интервью в «Нью-Йорк Таймс» с Майком, в котором тот украл личную причину Риггана сыграть в пьесе Раймонда Карвера. Джейк уговаривает Риггана продолжить репетировать. Ригган ловит Сэм за курением марихуаны и ругает её; она говорит ему, что он не важен, и что его пьеса — просто тщеславный проект. Все это время персонаж Бёрдмен разговаривает с Ригганом в качестве голоса в его голове, осуждая его и всех/всё вокруг него.
Во время финальной репетиции Ригган случайно оказывается заперт на улице, его халат застрял в двери пожарного выхода. Он вынужден пройти через Таймс-сквер в трусах и войти через зал, чтобы сыграть финальную сцену. Озабоченная Сэм ждёт в гримёрке после шоу. Она считает, что представление было очень необычным, но интересным. Сэм показывает ему, что видео с Таймс-сквер становятся вирусным, и объясняет, как это на самом деле помогает ему.
Ригган идёт в бар, чтобы выпить, и подходит к Табите Дикинсон, очень влиятельному театральному критику. Она говорит ему, что ненавидит невежественных голливудских знаменитостей, которые притворяются серьёзными актёрами, и обещает «убить» его пьесу с осуждающим обзором, даже не посмотрев её. На обратном пути Ригган покупает пинту виски, выпивает её и теряет сознание[уточнить]. На следующий день, идя в театр с тяжёлым похмельем, он беседует с теперь видимым Бёрдманом, который пытается убедить его бросить постановку и снять четвёртый фильм о Бёрдмане. На соседней улице мы видим короткую, нелогичную последовательность сцен, и Бёрдман, обращаясь непосредственно к аудитории, высмеивает любовь к зрелищу. Ригган визуализирует, как он летит по улицам Манхэттена до прибытия в театр.
В день премьеры представление идёт очень хорошо. В своей раздевалке странно спокойный Ригган признаётся своей бывшей жене Сильвии, что несколько лет назад он попытался утопиться в океане после того, как она застала его интрижку. Он также рассказывает Сильвии о своём внутреннем голосе Бёрдмане, но она игнорирует слова Риггана. После того, как Сильвия желает ему удачи и покидает комнату, Ригган берёт настоящее оружие, а не реквизит, для финальной сцены, в которой его персонаж совершает самоубийство. В кульминационный момент Ригган стреляет себе в голову на сцене. Постановке аплодируют стоя, Табита встаёт и уходит.
На следующий день Ригган просыпается в больнице, его лицо закрыто повязками, а нос был хирургически восстановлен после того, как Ригган отстрелил его во время неудачного самоубийства. Сильвия беспокоится о нём, но Джейк не может сдержать своего волнения по поводу того, что спектакль будет длиться вечно после восторженной рецензии Табиты, которая назвала попытку самоубийства новым искусством, «супер-реализмом» и именно тем, что нужно американскому театру. Сэм навещает Риггана с цветами, которые он не может понюхать, и фотографирует его, чтобы напугать огромное число подписчиков в учётной записи Твиттера, которую она для него создала. В то время как Сэм выходит из палаты, чтобы найти вазу, Ригган идёт в туалет, снимает повязки, видит распухший новый нос, и непристойно прощается с Бёрдманом, который сидит на унитазе. Очарованный летящими птицами, Ригган открывает окно, смотрит на них, а затем вылезает на выступ. Сэм возвращается в пустую комнату и лихорадочно бежит к открытому окну, оглядывая землю, затем медленно смотрит в небо и улыбается.

## В ролях
| Актёр            | Роль                    |
| ---------------- | ----------------------- |
| Майкл Китон      | Ригган Томсон / Бёрдмэн |
| Эдвард Нортон    | Майк Шайнер             |
| Эмма Стоун       | Сэм                     |
| Наоми Уоттс      | Лесли                   |
| Зак Галифианакис | Джейк                   |
| Андреа Райсборо  | Лаура                   |
| Эми Райан        | Сильвия                 |
| Линдси Дункан    | Табита Дикинсон         |
| Мерритт Уивер    | Энни                    |
| Дамиан Янг       | Гэбриел                 |
| Бенджамин Кейнс  | молодой Бёрдмэн         |

## Съёмки
Бюджет фильма в 18 миллионов долларов не позволил построить декорации центральной части Нью-Йорка, как это было сделано в картине «Новый Человек-паук. Высокое напряжение». Поэтому съёмки, начавшиеся в марте 2013 года, проходили на настоящих улицах Нью-Йорка.
Иньярриту с самого начала планировал снимать фильм одним планом, чтобы максимально приблизить к действительности — «Мы проживаем нашу жизнь без возможности её редактировать».
И несмотря на серьёзные возражения коллег, ему удалось отстоять свою концепцию.
Часть съёмок проходила в декорациях театральных помещений, а фасад театра, сцену и зрительный зал снимали на натуре в театре Сен-Джеймс на Западной 44-й улице. Прогулка Майкла Китона в трусах по Таймс-сквер также снималась на натуре одним дублем. В фильме использована современная стилистика непрерывной съёмки подвижной камерой, установленной на систему «Стэдикам». Однако, несмотря на кажущееся отсутствие монтажных склеек, в фильме их не менее 100. Нужного эффекта удалось добиться точной организацией монтажных кадров и цифровой обработкой изображения, маскирующей склейки. Одна из особенностей фильма заключается в цифровой «зачистке» случайных следов членов съёмочной группы: отсутствует даже отражение оператора и камеры в зеркалах. Для съёмки сцен полёта главного героя использована та же технология, что и в фильме «Гравитация». Весь фильм отснят цифровыми кинокамерами «Arri Alexa», данные с которых передавались по Wi-Fi на внешний накопитель, и были сразу же доступны для просмотра и монтажной разметки. Благодаря этому и предварительной организационной работе съёмки прошли менее чем за месяц, а монтаж занял две недели.

## Принятие
Фильм был удостоен крайне высоких оценок мировой кинопрессы и широко признан одним из самых сильных кинопроектов 2014 года.
| Награды и номинации                   | Награды и номинации                                                                            | Награды и номинации                                                            | Награды и номинации                | Награды и номинации |
| Награда                               | Категория                                                                                      | Номинант                                                                       | Результат                          |                     |
| ------------------------------------- | ---------------------------------------------------------------------------------------------- | ------------------------------------------------------------------------------ | ---------------------------------- | ------------------- |
| «Готэм»                               | «Лучший фильм»                                                                                 |                                                                                | Победа                             |                     |
| «Готэм»                               | «Лучшая мужская роль»                                                                          | Майкл Китон                                                                    | Победа                             |                     |
| 71-й Венецианский кинофестиваль       | «Золотой лев» (главный приз)                                                                   |                                                                                | Номинация                          |                     |
| «Независимый дух»                     | «Лучший фильм»                                                                                 |                                                                                | Победа                             |                     |
| «Независимый дух»                     | «Лучшая режиссёрская работа»                                                                   | Алехандро Гонсалес Иньярриту                                                   | Номинация                          |                     |
| «Независимый дух»                     | «Лучшая мужская роль»                                                                          | Майкл Китон                                                                    | Победа                             |                     |
| «Независимый дух»                     | «Лучшая мужская роль второго плана»                                                            | Эдвард Нортон                                                                  | Номинация                          |                     |
| «Независимый дух»                     | «Лучшая женская роль второго плана»                                                            | Эмма Стоун                                                                     | Номинация                          |                     |
| «Независимый дух»                     | «Лучшая операторская работа»                                                                   | Эммануэль Любецки                                                              | Победа                             |                     |
| «Золотой глобус»                      | «Лучший фильм — комедия или мюзикл»                                                            |                                                                                | Номинация                          |                     |
| «Золотой глобус»                      | «Лучшая режиссёрская работа»                                                                   | Алехандро Гонсалес Иньярриту                                                   | Номинация                          |                     |
| «Золотой глобус»                      | «Лучшая мужская роль — комедия или мюзикл»                                                     | Майкл Китон                                                                    | Победа                             |                     |
| «Золотой глобус»                      | «Лучшая мужская роль второго плана»                                                            | Эдвард Нортон                                                                  | Номинация                          |                     |
| «Золотой глобус»                      | «Лучшая женская роль второго плана»                                                            | Эмма Стоун                                                                     | Номинация                          |                     |
| «Золотой глобус»                      | «Лучший сценарий»                                                                              | Алехандро Гонсалес Иньярриту, Александр Динеларис, Армандо Бо, Николас Джабоне | Победа                             |                     |
| «Золотой глобус»                      | «Лучшая музыка»                                                                                | Антонио Санчес                                                                 | Номинация                          |                     |
| «Спутник»                             | «Лучший фильм»                                                                                 |                                                                                | Победа                             |                     |
| «Спутник»                             | «Лучшая режиссёрская работа»                                                                   | Алехандро Гонсалес Иньярриту                                                   | Номинация                          |                     |
| «Спутник»                             | «Лучшая мужская роль»                                                                          | Майкл Китон                                                                    | Победа                             |                     |
| «Спутник»                             | «Лучшая мужская роль второго плана»                                                            | Эдвард Нортон                                                                  | Номинация                          |                     |
| «Спутник»                             | «Лучшая женская роль второго плана»                                                            | Эмма Стоун                                                                     | Номинация                          |                     |
| «Спутник»                             | «Лучший оригинальный сценарий»                                                                 | Алехандро Гонсалес Иньярриту, Александр Динеларис, Армандо Бо, Николас Джабоне | Номинация                          |                     |
| «Спутник»                             | «Лучшая музыка»                                                                                | Антонио Санчес                                                                 | Победа                             |                     |
| «Спутник»                             | «Лучшая операторская работа»                                                                   | Эммануэль Любецки                                                              | Номинация                          |                     |
| «Спутник»                             | «Лучшая работа художника-постановщика»                                                         | Джордж Детитта-младший, Кевин Томпсон, Стивен Х. Картер                        | Номинация                          |                     |
| «Спутник»                             | «Лучший монтаж»                                                                                | Дуглас Крайс, Стивен Миррион                                                   | Номинация                          |                     |
| Национальный совет кинокритиков США   | Включение в список десяти лучших фильмов года                                                  |                                                                                | Победа                             |                     |
| Национальный совет кинокритиков США   | «Лучшая мужская роль»                                                                          | Майкл Китон                                                                    | Победа                             |                     |
| Национальный совет кинокритиков США   | «Лучшая мужская роль второго плана»                                                            | Эдвард Нортон                                                                  | Победа                             |                     |
| Общество кинокритиков Бостона         | «Лучшая мужская роль»                                                                          | Майкл Китон                                                                    | Победа                             |                     |
| Общество кинокритиков Бостона         | «Лучшая женская роль второго плана»                                                            | Эмма Стоун                                                                     | Победа                             |                     |
| Общество кинокритиков Бостона         | «Лучший сценарий»                                                                              | Алехандро Гонсалес Иньярриту, Александр Динеларис, Армандо Бо, Николас Джабоне | Победа (совместно с «Отрочеством») |                     |
| Общество кинокритиков Бостона         | «Лучшая операторская работа»                                                                   | Эммануэль Любецки                                                              | Победа                             |                     |
| Ассоциация кинокритиков Лос-Анджелеса | «Лучшая операторская работа»                                                                   | Эммануэль Любецки                                                              | Победа                             |                     |
| Ассоциация кинокритиков Вашингтона    | «Лучшая мужская роль»                                                                          | Майкл Китон                                                                    | Победа                             |                     |
| Ассоциация кинокритиков Вашингтона    | «Лучший актёрский состав»                                                                      |                                                                                | Победа                             |                     |
| Ассоциация кинокритиков Вашингтона    | «Лучший оригинальный сценарий»                                                                 | Алехандро Гонсалес Иньярриту, Александр Динеларис, Армандо Бо, Николас Джабоне | Победа                             |                     |
| Ассоциация кинокритиков Вашингтона    | «Лучшая операторская работа»                                                                   | Эммануэль Любецки                                                              | Победа                             |                     |
| Ассоциация кинокритиков Вашингтона    | «Лучший монтаж»                                                                                | Дуглас Крайс, Стивен Миррион                                                   | Победа                             |                     |
| Премия Гильдии киноактёров США        | «Лучшая мужская роль»                                                                          | Майкл Китон                                                                    | Номинация                          |                     |
| Премия Гильдии киноактёров США        | «Лучшая мужская роль второго плана»                                                            | Эдвард Нортон                                                                  | Номинация                          |                     |
| Премия Гильдии киноактёров США        | «Лучшая женская роль второго плана»                                                            | Эмма Стоун                                                                     | Номинация                          |                     |
| Премия Гильдии киноактёров США        | «Лучший актёрский состав»                                                                      |                                                                                | Победа                             |                     |
| Круг кинокритиков Сент-Луиса          | «Лучшая режиссёрская работа»                                                                   | Алехандро Гонсалес Иньярриту                                                   | Победа                             |                     |
| Круг кинокритиков Сент-Луиса          | «Лучший оригинальный сценарий»                                                                 | Алехандро Гонсалес Иньярриту, Александр Динеларис, Армандо Бо, Николас Джабоне | Победа                             |                     |
| Круг кинокритиков Сент-Луиса          | «Лучшая операторская работа»                                                                   | Эммануэль Любецки                                                              | Победа                             |                     |
| Круг кинокритиков Сент-Луиса          | «Лучшая музыка»                                                                                | Антонио Санчес                                                                 | Победа                             |                     |
| Круг кинокритиков Сан-Диего           | «Лучший актёрский состав»                                                                      |                                                                                | Победа                             |                     |
| Круг кинокритиков Сан-Франциско       | «Лучшая мужская роль»                                                                          | Майкл Китон                                                                    | Победа                             |                     |
| Круг кинокритиков Сан-Франциско       | «Лучшая мужская роль второго плана»                                                            | Эдвард Нортон                                                                  | Победа                             |                     |
| Круг кинокритиков Сан-Франциско       | «Лучший оригинальный сценарий»                                                                 | Алехандро Гонсалес Иньярриту, Александр Динеларис, Армандо Бо, Николас Джабоне | Победа                             |                     |
| Круг кинокритиков Канзаса             | «Лучший фильм»                                                                                 |                                                                                | Победа                             |                     |
| Круг кинокритиков Канзаса             | «Лучшая мужская роль»                                                                          | Майкл Китон                                                                    | Победа                             |                     |
| Круг кинокритиков Канзаса             | «Лучшая мужская роль второго плана»                                                            | Эдвард Нортон                                                                  | Победа                             |                     |
| Круг кинокритиков Канзаса             | «Лучший оригинальный сценарий»                                                                 | Алехандро Гонсалес Иньярриту, Александр Динеларис, Армандо Бо, Николас Джабоне | Победа                             |                     |
| «Выбор критиков»                      | «Лучший фильм»                                                                                 |                                                                                | Номинация                          |                     |
| «Выбор критиков»                      | «Лучшая режиссёрская работа»                                                                   | Алехандро Гонсалес Иньярриту                                                   | Номинация                          |                     |
| «Выбор критиков»                      | «Лучшая мужская роль»                                                                          | Майкл Китон                                                                    | Победа                             |                     |
| «Выбор критиков»                      | «Лучшая мужская роль второго плана»                                                            | Эдвард Нортон                                                                  | Номинация                          |                     |
| «Выбор критиков»                      | «Лучшая женская роль второго плана»                                                            | Эмма Стоун                                                                     | Номинация                          |                     |
| «Выбор критиков»                      | «Лучший актёрский состав»                                                                      |                                                                                | Победа                             |                     |
| «Выбор критиков»                      | «Лучший оригинальный сценарий»                                                                 | Алехандро Гонсалес Иньярриту, Александр Динеларис, Армандо Бо, Николас Джабоне | Победа                             |                     |
| «Выбор критиков»                      | «Лучшая музыка»                                                                                | Антонио Санчес                                                                 | Победа                             |                     |
| «Выбор критиков»                      | «Лучшая операторская работа»                                                                   | Эммануэль Любецки                                                              | Победа                             |                     |
| «Выбор критиков»                      | «Лучшая работа художника-постановщика»                                                         | Кевин Томпсон, Джордж Детитта-младший                                          | Номинация                          |                     |
| «Выбор критиков»                      | «Лучший монтаж»                                                                                | Дуглас Крайс, Стивен Миррион                                                   | Победа                             |                     |
| «Выбор критиков»                      | «Лучшая комедия»                                                                               |                                                                                | Номинация                          |                     |
| «Выбор критиков»                      | «Лучший актёр в комедии»                                                                       | Майкл Китон                                                                    | Победа                             |                     |
| Ассоциация кинокритиков Остина        | «Лучшая музыка»                                                                                | Антонио Санчес                                                                 | Победа                             |                     |
| Ассоциация кинокритиков Остина        | «Лучшая операторская работа»                                                                   | Эммануэль Любецки                                                              | Победа                             |                     |
| Круг кинокритиков Финикса             | «Лучший фильм»                                                                                 |                                                                                | Победа                             |                     |
| Круг кинокритиков Финикса             | «Лучшая режиссёрская работа»                                                                   | Алехандро Гонсалес Иньярриту                                                   | Победа                             |                     |
| Круг кинокритиков Финикса             | «Лучшая мужская роль»                                                                          | Майкл Китон                                                                    | Победа                             |                     |
| Круг кинокритиков Финикса             | «Лучшая женская роль второго плана»                                                            | Эмма Стоун                                                                     | Победа                             |                     |
| Круг кинокритиков Финикса             | «Лучший сценарий»                                                                              | Алехандро Гонсалес Иньярриту, Александр Динеларис, Армандо Бо, Николас Джабоне | Победа                             |                     |
| Ассоциация кинокритиков Чикаго        | «Лучшая мужская роль»                                                                          | Майкл Китон                                                                    | Победа                             |                     |
| Ассоциация кинокритиков Чикаго        | «Лучшая операторская работа»                                                                   | Эммануэль Любецки                                                              | Победа                             |                     |
| Гильдия монтажёров США                | «Лучший монтаж (комедия или мюзикл)»                                                           | Дуглас Крайс, Стивен Миррион                                                   | Номинация                          |                     |
| Гильдия художников-постановщиков США  | «Лучшая работа художника-постановщика в фильме на современную тематику»                        | Кевин Томпсон                                                                  | Победа                             |                     |
| Гильдия продюсеров США                | «Лучший фильм»                                                                                 |                                                                                | Победа                             |                     |
| Гильдия операторов США                | «Лучшая операторская работа»                                                                   | Эммануэль Любецки                                                              | Победа                             |                     |
| Гильдия костюмеров США                | «Лучший дизайн костюмов в фильме на современную тематику»                                      | Альберт Вольски                                                                | Победа                             |                     |
| Гильдия гримёров и стилистов США      | «Лучшая укладка волос в фильме на современную тематику»                                        | Джерри Пополис, Кэт Дрэйзен                                                    | Победа                             |                     |
| BAFTA                                 | «Лучший фильм»                                                                                 |                                                                                | Номинация                          |                     |
| BAFTA                                 | «Лучшая режиссёрская работа»                                                                   | Алехандро Гонсалес Иньярриту                                                   | Номинация                          |                     |
| BAFTA                                 | «Лучшая мужская роль»                                                                          | Майкл Китон                                                                    | Номинация                          |                     |
| BAFTA                                 | «Лучшая мужская роль второго плана»                                                            | Эдвард Нортон                                                                  | Номинация                          |                     |
| BAFTA                                 | «Лучшая женская роль второго плана»                                                            | Эмма Стоун                                                                     | Номинация                          |                     |
| BAFTA                                 | «Лучший оригинальный сценарий»                                                                 | Алехандро Гонсалес Иньярриту, Александр Динеларис, Армандо Бо, Николас Джабоне | Номинация                          |                     |
| BAFTA                                 | «Лучшая музыка»                                                                                | Антонио Санчес                                                                 | Номинация                          |                     |
| BAFTA                                 | «Лучшая операторская работа»                                                                   | Эммануэль Любецки                                                              | Победа                             |                     |
| BAFTA                                 | «Лучший монтаж»                                                                                | Дуглас Крайс, Стивен Миррион                                                   | Номинация                          |                     |
| BAFTA                                 | «Лучший звук»                                                                                  |                                                                                | Номинация                          |                     |
| «Оскар»                               | «Лучший фильм»                                                                                 |                                                                                | Победа                             |                     |
| «Оскар»                               | «Лучшая режиссёрская работа»                                                                   | Алехандро Гонсалес Иньярриту                                                   | Победа                             |                     |
| «Оскар»                               | «Лучшая мужская роль»                                                                          | Майкл Китон                                                                    | Номинация                          |                     |
| «Оскар»                               | «Лучшая мужская роль второго плана»                                                            | Эдвард Нортон                                                                  | Номинация                          |                     |
| «Оскар»                               | «Лучшая женская роль второго плана»                                                            | Эмма Стоун                                                                     | Номинация                          |                     |
| «Оскар»                               | «Лучший оригинальный сценарий»                                                                 | Алехандро Гонсалес Иньярриту, Александр Динеларис, Армандо Бо, Николас Джабоне | Победа                             |                     |
| «Оскар»                               | «Лучшая операторская работа»                                                                   | Эммануэль Любецки                                                              | Победа                             |                     |
| «Оскар»                               | «Лучший звук»                                                                                  | Аарон Глэскок, Мартин Эрнандес                                                 | Номинация                          |                     |
| «Оскар»                               | «Лучший звуковой монтаж»                                                                       | Джон Тейлор, Фрэнк Монтано, Томас Варга                                        | Номинация                          |                     |
| «Золотой орёл»                        | «Лучший зарубежный фильм в российском прокате» (прокатчик в России — «Двадцатый век Фокс СНГ») |                                                                                | Победа                             |                     |

## Сравнения с Бэтменом
Роль Майкла Китона в фильме «Бёрдмэн» сравнивали с опытом Китона в роли Бэтмена в фильмах Тима Бёртона «Бэтмен» (1989) и «Бэтмен возвращается» (1992). Многие пришли к выводу, что фильм является отражением жизни Китона после «Бэтмена», поскольку сам фильм посвящён борющемуся, стареющему актёру, который наиболее известен тем, что в начале своей карьеры сыграл крылатого супергероя.
Когда режиссёр Иньярриту связался с Китоном по поводу роли Риггана Томсона / Бёрдмэна, Китон спросил его, не высмеивает ли он его за то, что он играл Бэтмена. Несмотря на сравнения между Ригганом и Китоном, многие люди стали считать, что роль была взята актёром, чтобы выразить разочарование от роли Бэтмена, однако Китон заявил, что ему нравится говорить о своём времени в роли Бэтмена, так как он чрезвычайно благодарен за эту роль.